# 许友超
许友超（1900年11月14日—1963年11月1日），原名许书丁、许丙丁，字友超，以字行，福建晋江人，菲律宾华侨界人物，厦门市历史上的第一任市长。

## 生平

### 早年
许友超出生于福建晋江龙湖的檀林村，4岁时在菲律宾经商的父亲去世，惟依靠其母从事女红糊口。长大一些时进入村私塾就读。
1912年，许友超随叔父赴菲律宾马尼拉生活，就读于马尼拉圣马拉书院。毕业后随叔父经营木厂并于1925年接任经理。其时，许友超在菲律宾组织起“闽南华侨救乡会”并任董事，后又被推举为菲律宾华侨木商会会长、东方共济俱乐部经理、菲律宾中华青年会董事、檀林学校总理等职。1931年，任为马尼拉中华商会副会长。九一八事变后，许友超被推举为全菲律宾华侨救国大会主席团成员。
1932年，许友超任菲律宾华侨组织的国难后援会副主席、马尼拉中华商会会长，先后向十九路军、东北抗日义勇军及福建省政府汇款共数十万元以支持抗日。十九路军入主福建后，许友超赴香港会见十九路军领导人蔡廷锴，7月14日两人乘船到厦门，蔡廷楷题词“为国义务”赠予许友超。11月7日，十九路军将领翁照垣到菲律宾号召华侨“航空救国”，在许的大力支持下，菲律宾各地华侨捐赠15架飞机组成“菲律宾华侨飞机队”到福建。

### 任职厦门

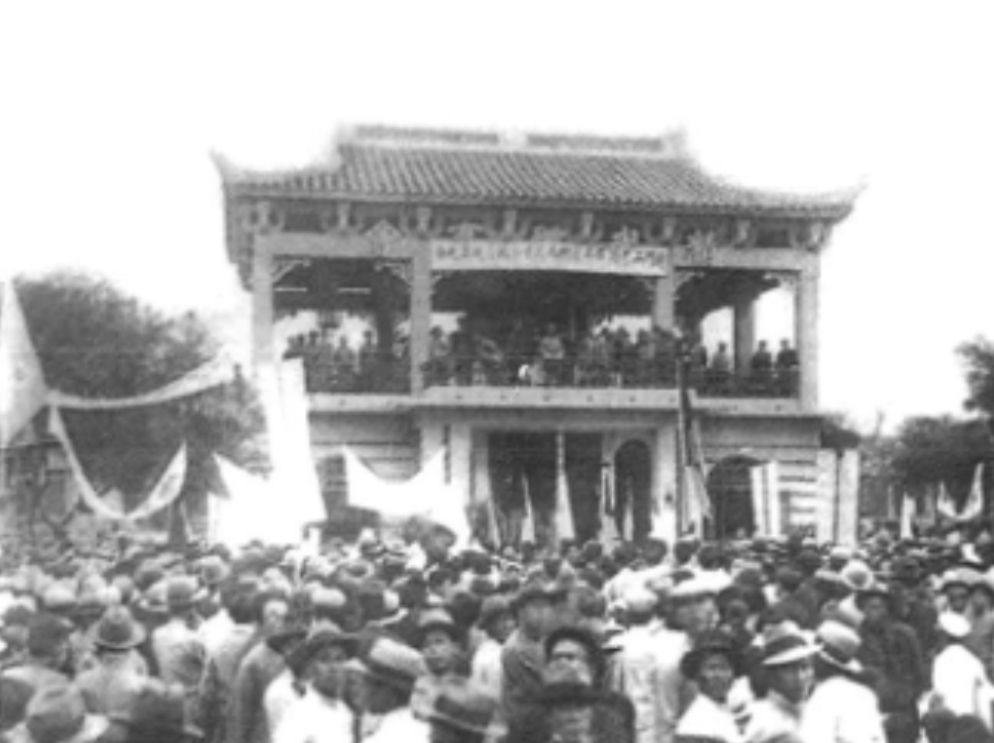
1933年12月1日，厦门各界在中山公园举行庆祝福建人民政府成立大会

1932年11月29日，福建省民政厅厅长刘通提请设立厦门市，其时在蔡廷锴的邀请下，许友超已回到福建拟为福建省十九路军主政的政府服务，1933年2月20日，厦门市政筹备处成立，许友超任处长，后改为思明市。因已经存在思明县且未废除，导致县市并立、职权不清，遂又改思明市筹备处，许友超则以处长兼任思明县县长。8月，思明县撤销。11月20日，闽变爆发，中华共和国成立，思明市政筹备处废，改设厦门特别市，许友超任市长。
12月13日，福建人民政府改委黄强任厦门市市长，同时调整中华共和国行政区划，邀请许赴闽西任龙汀省省长，许坚决推辞，回到菲律宾继续经商。

### 抗日战争时期
回到菲律宾后，许友超继续在马尼拉中华商会任要职。1937年七七事变爆发后，许友超担任菲律宾华侨援助抗敌委员会常委、菲律宾华侨救国会主席等职务。
1942年日军占领菲律宾，许友超等华侨代表被捕，判处二十年有期徒刑，1943年4月19日日本政府迫于舆论压力被迫将其释放。

### 晚年
1945年抗日战争结束，1946年许友超在故乡为母亲建了一幢别墅，号“春晖楼”，位于檀林村西区104号，取孟郊诗句“谁言寸草心，报得三春晖”之意。
许友超于1946年—1955年继续担任马尼拉中华商会历届的候补执委、监事或顾问。1956-1962年担任马尼拉中华商会名誉理事长。1951年许友超与同乡侨胞吴道盛等合办建南银行，任副董事长兼副经理。1963年，许友超患癌症前往美国治疗，11月1日于美国逝世。

## 著作
许友超在菲期间著有《华西会话》，后增编为《英华西菲会话》。